# Spanska språkets dag

Länder där spanska är officiellt språk.

Spanska språkets dag är en av Förenta nationernas internationella dagar. Den  instiftades år 2010 på initiativ av Unesco och uppmärksammas den 23 april varje år.
Spanska är ett av FN:s sex 
officiella arbetsspråk och talas av mer än 480 miljoner människor i världen, huvudsakligen i Sydamerika. Det är officiellt språk i tjugo länder och det näst mest talade modersmålet i världen efter kinesiska.
Temadagen, som ursprungligen firades  på Spaniens nationaldag den 12  oktober under namnet Dia de la Hispanidad, antogs i samband med den internationella modersmålsdagen och det valda datumet är dödsdagen för den spanska författaren Miguel Cervantes år 1616.